# Гуриненко, Пётр Владимирович
Пётр Владимирович Гуриненко (25 сентября 1923 — 30 апреля 2010) — советский и украинский писатель-прозаик. Член Национального союза писателей Украины (1960)

## Биография
Родился 25 сентября 1923 в селе Малый Букрин, Мироновский район, Киевская область.
Участник Великой Отечественной войны, награждён орденами, в частности, орденом Красной Звезды, орденом Отечественной войны и медалями.
В 1966 году окончил факультет журналистики Киевского государственного университета им. Т. Г. Шевченко.
Преподавал, работал на издательской работе в газете. Печатался с 1949 года.
Автор книг повестей, романов и рассказов: «Красная скала» (1958, первый сборник), «Альпийская астра» (1963), повесть «Двое суток молчания» (1965), романы «У сердца своя память» (1970) и «Жизнь одна» (1974), «Дней твоих немного» (1979), «То чёрное утро» (1982), роман «Девушка с холодными глазами» (1992). Автор сценария художественного фильма «В ловушке» (1967). Некоторые произведения переведены на русский и польский язык. Прозе Гуриненко свойственно внимание к острым экстремальным ситуациям морального выбора.
Лауреат премии имени А. Головко (1983).
Пётр Гуриненко умер 30 апреля 2010 года и похоронен в городе Ржищев, Киевская область, рядом со своей женой Гуриненко (Гачковой) Евгенией Ивановной.